# Église Saint-Quiriace de Crouttes-sur-Marne
L'église Saint-Quiriace est une église située à Crouttes-sur-Marne, dans le département de l'Aisne en France.

## Description
L'église est bâtie sur un promontoire dominant la vallée de la Marne.
Le plan de l'édifice initial était une simple croix constituée de la nef, du cœur et du transept. Des bas-côtés furent ajoutés aux XVIIIe et XIXe siècles.
Le clocher carré qui s'élève sur la croisée du transept avec des baies géminées est recouvert d'un toit en bâtière.
Le chevet se termine en abside arrondie.

## Historique
Le saint patron de l’église est saint Quiriace. On suppose qu’il s'agit de Cyriaque de Jérusalem, encore appelé Quiriace, l'évêque martyrisé en Palestine sous Julien au IVe siècle (particulièrement vénéré à Provins, avec les reliques du saint apportées de l’Orient par le comte de Champagne Henri Ier) et non d’un autre saint portant ce même prénom.
L'église a été inscrite au titre des monuments historiques en 1928.
Elle contenait une croix-reliquaire de la Vraie Croix datée du XIIIe siècle classée au titre d'objet et déposée au musée du trésor de l'Hôtel-Dieu de Château-Thierry en 2010.